# Абдурашидов, Адлан Алиевич
Адла́н Али́евич Абдураши́дов (род. 31 июля 1990, Москва) — российский боксёр-профессионал. Участник Летних Олимпийских игр 2016 года в Рио-де-Жанейро. Победитель Летней Универсиады 2013 года в Казани. Чемпион России по боксу (2017). Обладатель поясов WBC Continental (2019) и WBO Oriental (2020). Мастер спорта России международного класса. Член сборной команды страны с 2012 года.

## Биография
Родился 31 июля 1990 года. Чеченец. В 2003 году начал заниматься боксом. Первый тренер — А. Д. Абдурашидов. Впоследствии его тренировал заслуженный тренер России Э. В. Кравцов. Окончил Московский государственный горный университет (сейчас — Горный институт НИТУ «МИСиС»).

## Спортивная карьера
- Первенство Европы среди студентов 2009 года, Элиста, 64 кг — ;
- Чемпионат России по боксу 2012 года, Сыктывкар, 60 кг — ;

В сборной России с 2012 года, после того, как стал финалистом чемпионата России в 2012 году.
- World Series Boxing 2012 года, 61 кг — ;
  - В групповом турнире победы над Уильямсом Рейнеллом (США), Сиддхартом Вармой (Индия), Миртилеком Шеровым (Кыргызстан) и Доменико Валентино (Италия)[6].
  - Финал — уступил Хуану Ромеро (Мексика)[7].
- Бокс на летней Универсиаде 2013 года, Казань, 60 кг — ;
- Чемпионат России по боксу 2014 года, Ростов-на-Дону, 60 кг — ;[8]

В 2015 году успешно выступил в командном чемпионате Всемирной серии бокса победив в пяти из шести поединков и занял место в тройке лучших боксёров серии. После этого в ноябре AIBA предоставила путёвку на Олимпийские игры в Рио-де-Жанейро (2016).
- Олимпиада 2016, Рио-де-Жанейро:
  - 07.08.2016 — (предварительные 1/16) победа по очкам над Тадиусом Катуа (Папуа Новая Гвинея);
  - 09.08.2016 — (предварительные 1/8) уступил по очкам Реду Бенбазизу (Алжир) и завершил выступление на Олимпиаде.
- Чемпионат России по боксу 2017 года, Грозный, до 64 кг — [2];

27 октября 2018 года провёл дебютный бой на профессиональном ринге, в котором победил представителя Грузии Рубена Мовсесяна техническим нокаутом в первом раунде. В своём третьем бою на профессиональном ринге победил Паулуса Мозеса из Намибии и завоевал титул чемпиона по версии WBC Continental.
10 октября 2020 года, благодаря победе над Иддом Пиалари, стал чемпионом по версии WBO Oriental.

## Награды
- Почётная грамота Президента Российской Федерации (19 июля 2013 года)[4]
- Медаль «За заслуги перед Чеченской Республикой» (2016)[13].

## Статистика профессиональных боёв
В таблице перечислены результаты всех поединков боксёров.
В каждой строке указан результат поединка. Дополнительно номер поединка обозначен цветом, который обозначает итог поединка. Расшифровка обозначений и цветов представлена в нижеследующей таблице.
| Пример | Расшифровка                     |
| ------ | ------------------------------- |
|        | Победа                          |
|        | Ничья                           |
|        | Поражение                       |
|        | Планируемый поединок            |
|        | Поединок признан несостоявшимся |
| КО     | Нокаут                          |
| ТКО    | Технический нокаут              |
| PTS    | Решение судей (по очкам)        |
| UD     | Единогласное решение судей      |
| MD     | Решение большинства судей       |
| SD     | Раздельное решение судей        |
| RTD    | Отказ от продолжения боя        |
| DQ     | Дисквалификация                 |
| NC     | Поединок признан несостоявшимся |

| 5 поединков, 5 побед (3 нокаутом), 0 поражений. | 5 поединков, 5 побед (3 нокаутом), 0 поражений. | 5 поединков, 5 побед (3 нокаутом), 0 поражений. | 5 поединков, 5 побед (3 нокаутом), 0 поражений. | 5 поединков, 5 побед (3 нокаутом), 0 поражений. | 5 поединков, 5 побед (3 нокаутом), 0 поражений. | 5 поединков, 5 побед (3 нокаутом), 0 поражений. |
| Бой                                             | Рекорд                                          | Дата боя                                        | Соперник                                        | Место проведения боя                            | Раундов, время                                  | Дополнительно                                   |
| ----------------------------------------------- | ----------------------------------------------- | ----------------------------------------------- | ----------------------------------------------- | ----------------------------------------------- | ----------------------------------------------- | ----------------------------------------------- |
| 1                                               | 1-0                                             | 27.10.2018                                      | Рубен Мовсесян                                  | Люберцы                                         | RTD 1 (2:50)                                    | Дебют в профессиональном боксе.                 |
| 2                                               | 2-0                                             | 18.04.2019                                      | Макс Моши                                       | Грозный                                         | TKO 1 (0:57)                                    |                                                 |
| 3                                               | 3-0                                             | 19.09.2019                                      | Паулус Мозес                                    | Грозный                                         | UD 10                                           | interim WBC Asia Silver 10R                     |
| 4                                               | 4-0                                             | 21.02.2020                                      | Хосе Луис Прието                                | Москва                                          | KO 1 (1:03)                                     |                                                 |
| 5                                               | 5-0                                             | 31.10.2020                                      | Идд Пиалари                                     | Красная поляна                                  | UD 10                                           | WBO Oriental 10R                                |